# Manlleu (lingüística)
|  | Aquest article tracta sobre terme lingüístic. Si cerqueu el municipi de Catalunya, vegeu «Manlleu». |

Un manlleu és un element lingüístic manllevat que passa d'una llengua a una altra llengua i que s'hi integra. Hi ha principalment manlleus lèxics i molt menys freqüents manlleus gramaticals.
Els neologismes per designar conceptes nous poden ser de producció pròpia, calcs semàntics o manlleus. Quan es considera que el manlleu no és útil o empobreix la llengua, es parla de barbarisme. Quan es reemplaça un manlleu per un neologisme propi, es parla de purisme.

## Tipologia
Haugen (1950) va classificar els manlleus en tres grups principals::214–215
1. Els manlleus importats o manlleus de préstec ('Loanwords') exhibeixen importació morfèmica sense substitució.
2. Els manlleus híbrids o barrejats ('Loanblends') exhibeixen substitució morfèmica així com importació.
3. Els manlleus semàntics ('Loanshifts') exhibeixen substitució morfèmica sense importació.

Els primers dos tipus de manlleus junts es diuen manlleus lèxics, perquè es manlleva el contingut lèxic (morfològic) per eixamplar el lèxic de la llengua receptora.

### Manlleus importats (integrals i adaptats)
Els manlleus importats, o de préstec, són aquells manlleus que importen morfemes de paraules estrangeres. Es divideixen en dues categories segons el possible canvi fonètic de la paraula original:
- un manlleu s'anomena integral quan s'importa a la llengua receptora sense modificar el material fonètic o morfològic (ex. airbag i birra, respectivament de l'anglès i de l'italià).
- s'anomenen adaptats els manlleus que s'importen amb canvi fonètic o morfològic a través del procés de l'adaptació (ex. cíborg i panini [sg.]).

Cal precisar que l'aproximació als sistemes fonètic i morfològic de la llengua receptora no es considera com a adaptació sinó una divergència esperable d'un arquetip estranger. Per això, la distinció teòrica entre els manlleus integrals i adaptats queda sense definició estricta.

### Manlleus híbrids
Els manlleus híbrids, o "barrejats", són aquells manlleus que consisteixen en una part manllevada i una substituïda.

### Manlleus semàntics (per substitució)
Amb el terme manlleus semàntics es fa referència a l'ús de paraules autòctones amb un significat prestat de una llengua estrangera. No s'introdueix cap nou contingut fonètic ni morfològic a la llengua receptora sinó que es transfereix un significat nou a un mot, lexema o frase ja existent. Els tipus de manlleu semàntic segons Betz (1974) són:
1. Significació de manlleu: extensió o canvi semàntic que no sigui l'addició d'un significat nou sencerament
  - Ex. dramáticamente en castellà que tradicionalment s'utilitza amb sentit teatral (com ara girarse d., marcharse d.) i que avui s'utilitza també amb sentit "significament" (com ara cambiar d., aumentar d.) per influència de l'anglès.[8]
2. Creació de manlleu (neologisme): lexemes nous de provinença autòctona que s'utilitzen per substituir a mots importats.
3. Transferència o trasmissió de manlleu: molt similar al calc però amb traducció parcial o aproximada.
  - Ex. Halbinsel en alemany (Halb "meitat" + Insel "illa") del llatí paeninsula (paene "quasi" + insula "illa").
4. Traducció de manlleu (calc):
  - Ex. ratolí de l'anglès mouse (ambdós originalment "rosegador" amb el sentit nou de "dispositiu per al desplaçament a la pantalla d'un ordinador" després de la resemantització).
  - Ex. gratacel de l'anglès skyscraper.
  - El mot compost anglès loanword és en si mateix un calc de l'alemany Lehnwort (lehnen "inclinar-se" + Wort "mot").